# 덴마크 축구 연합
덴마크 축구 연합(덴마크어: Dansk Boldspil-Union; DBU)는 덴마크의 축구를 관장하는 축구 협회로 1889년 5월 18일에 설립되었다. 덴마크 축구 연합은 6개의 지역 축구 협회의 연합체로 덴마크 축구 클럽을 관리하고, 축구 리그와 남자 국가대표팀, 여자 국가대표팀을 운영하며 2008년부터는 풋살도 관장하고 있다. 본부는 브뢴비 시의 브뢴비베스테르에 위치해 있다.

## 역사
덴마크 축구 연합은 1889년에 설립되었으며, 당시에는 영국과 아일랜드를 제외하고 첫 국가 축구 협회이다.
협회가 설립되었지만 1908년 하계 올림픽이 열리기 이전까지 공식적으로 경기에 등록하지 못해서 1906 중간 올림픽의 축구 금메달은 공식적으로 덴마크 축구 연합에 기록하지 못하고 있다.